# Feiraco
Feiraco es una empresa agrícola española, fundada en 1968 en Negreira, en la provincia de La Coruña. Es gestionada en régimen cooperativo, desarrollando todo el proceso desde el acopio hasta la comercialización de leche y productos derivados. En 2014 contaba con 2.114 socios, 213 empleados y 490 fincas productoras de leche donde recolectaba alrededor de 126 millones de litros anuales. Actualmente sus instalaciones están ubicadas en la parroquia de Agrón (Ames), entre los lugares de Arufe y Pontenova.

## Historia

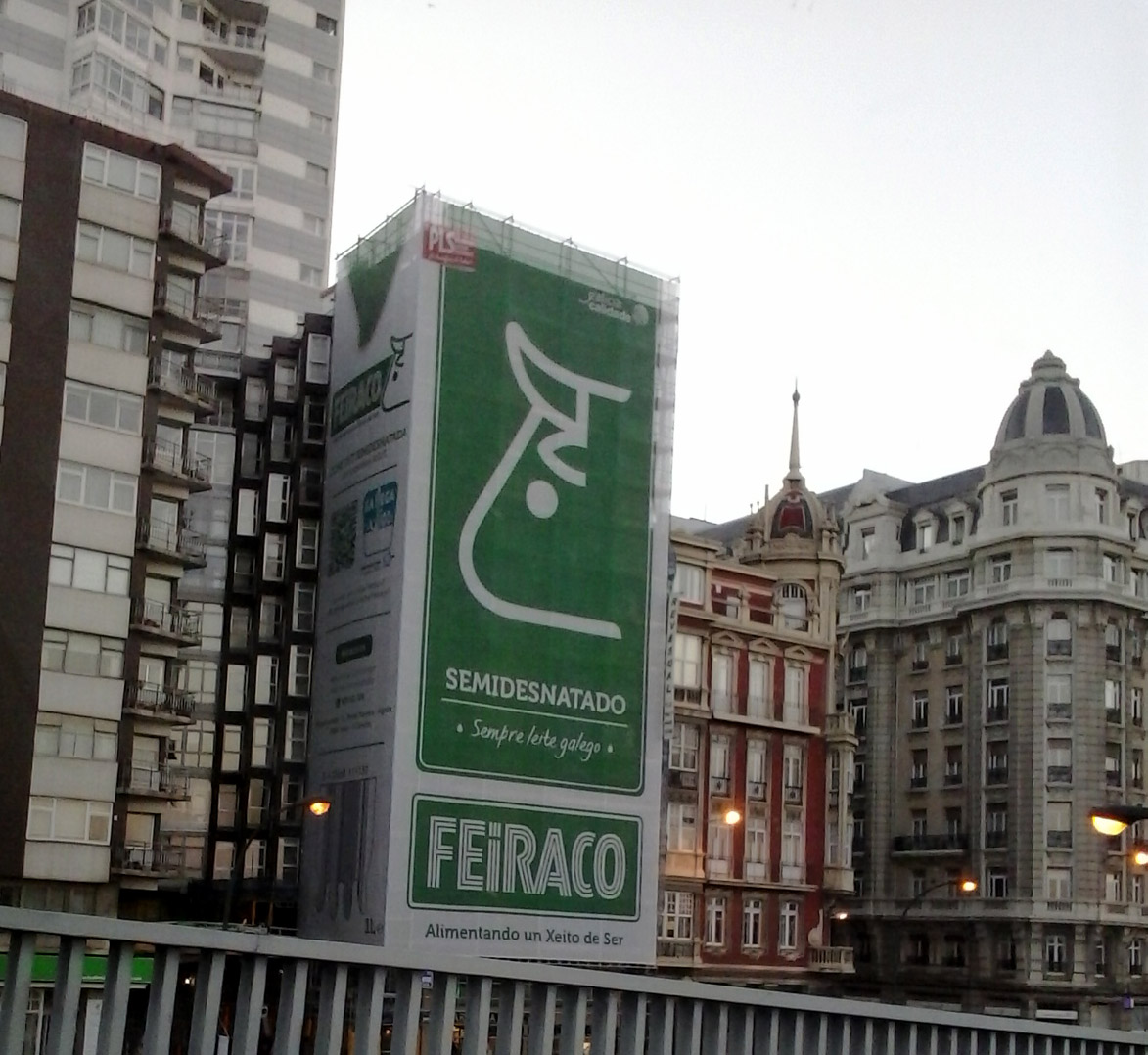
Publicidad de Feiraco en La Coruña.

Fue fundada en 1968 por 125 personas de la comarca de Barcala bajo la denominación de Feiraco, Sociedad Cooperativa Gallega. Jesús García Calvo, impulsor del proyecto, fue elegido primer presidente, cargo que ocupó hasta 2008, cuando le sucedió José Antonio Casais oriundo de Olveira (Dumbría). Desde 2012, la cooperativa está presidida por José Montes Pérez.
En 1970 se construyó una fábrica de piensos propia y al año siguiente se inicia el acopio y comercialización de leche. En 1974 fue una de las primeras empresas en introducir en España el sistema de envasado UHT.
En 2011 creó la marca Unicla, ligada al sello 100% gallego impulsado por la Junta de Galicia, que identifica la leche de origen gallego. La marca Feiraco también está certificada por Galicia Calidade y fue la primera empresa española certificada por AENOR con la «Letra Q» del Ministerio de Medio Ambiente, Medio Rural y Calidad Marina.
Esta marca recibió el primer Premio Europeo a la Innovación Cooperativa. En 2011 recibió la insignia de Igualdad en la Empresa, premiado por el Ministerio de Sanidad, por su política de responsabilidad social, y en 2016 la Junta le otorgó el Premio RSC por su proyecto Responsabilidad Social en Movimiento para potenciar prácticas responsables en todos los ámbitos de trabajo de la empresa. Recientemente ha recibido el distintivo de Igualdad en la Empresa por su política de responsabilidad social, y ha sido distinguida como «empresa socialmente responsable».
Entre 2011 y 2012 lideró el proceso de adquisición, junto con otras nueve cooperativas gallegas integradas en ACOLACT, de la planta de Clesa en Caldas de Reyes. Este proceso contó con el apoyo de la Junta de Galicia a través del IGAPE, y culminó con la firma formal de las escrituras de compraventa el 19 de julio de 2012.
En noviembre de 2016 fundó Cooperativas Lácteas Reunidas (CLUN) junto con Melisanto y Os Irmandiños. Esta sociedad cooperativa de segunda categoría, que gestiona en torno al 15% de la producción láctea gallega, comercializa las marcas Feiraco, Unicla y Clesa.
La sociedad está muy vinculada a la cultura y patrimonio gallego, ya que colabora con la Xunta de Galicia para difundir la celebración del Día de las Letras Gallegas con acciones como la edición especial de cartones de leche o la convocatoria de concursos de microrrelatos.

## Productos
- Leche Feiraco: entera, semidesnatada y desnatada. Sin lactosa: semidesnatada y desnatada.
- Leche Unicla: entera, semidesnatada y desnatada.  Sin lactosa: semidesnatada y desnatada.
- Leche Clesa: entera, semidesnatada y desnatada.  Sin lactosa: semidesnatada.
- Feiraco Yogu+: yogur bebible con sabor a fresa, macedonia y natural.
- Batido de chocolate Feiraco
- Crema Feiraco para montar y cocinar.
- Quesos: barra, Tetilla y Arzúa-Ulloa.